# Ким, Ребекка
Ребекка Ким (кор. 김레베카; род. 11 августа 1989, Гонолулу; более известная как Бека) — южнокорейская певица и дизайнер. Наиболее популярна как бывшая участница гёрл-группы After School (2009—2011).

## Жизнь и карьера

### 1989—2008: Ранние годы и образование
Бека родилась 11 августа 1989 года в Гонолулу, штат Гавайи, США. У неё в семье, помимо родителей, есть сестра. Умеет хорошо рисовать, училась в старшей школе Моаналуа. В 2005 году, в возрасте 16 лет Бека уехала в Южную Корею и стала трейни Pledis Entertainment, чтобы дебютировать на музыкальной сцене.

### 2009—2011: Дебют с After School
Бека дебютировала на сцене в составе After School в начале 2009 года с синглом «Ah!». Изначально девушка была самой младшей в группе до того, как не пришли Рэйна и Нана. Она занимала позицию главного рэпера и писала рэп-партии ко многим композициям коллектива. В феврале 2010 года Бека приняла участие в сингле «Bring It Back» Ли Хёри.
17 июня 2011 года стало известно, что Бека покидает After School, чтобы сосредоточиться на карьере дизайнера в США. 11 июля она выпустила песню «Take Me to the Place», текст к которой написала самостоятельно. 9 июля, за два дня до выхода сингла, Бека приняла участие во втором фанмитинге After School.

### 2012—настоящее время: Карьера дизайнера и другая деятельность
В октябре 2012 года Бека открыла онлайн-магазин «I Crave You», занимающийся продажей самодельных украшений. Все товары были проданы за один день. 24 сентября 2013 года Бека выступила на ежегодном музыкальном фестивале KCON в Лос-Анджелесе, где рассказала о реалиях корейской индустрии; выступление стало первым публичным для неё с момента ухода из After School. 10 октября состоялся выход второго мини-альбома Кахи Who Are You?, где Бека приняла участие в песне «Sinister».

## Личная жизнь
Бека дружит с Юри и Суён из Girls’ Generation.

## Фильмография
| Год  |   | Русское название | Оригинальное название | Роль               |
| ---- | - | ---------------- | --------------------- | ------------------ |
| 2009 | с | Ты прекрасен     | You’re Beautiful      | Приглашённый гость |